# اللادينية في أذربيجان
اللادينية في أذربيجان مفتوحة للتقدير وفقًا للتعدادات والاستطلاعات المختلفة. على الرغم من أن الإسلام هو العقيدة السائدة في أذربيجان، إلا أن الانتماء الديني اسمي في أذربيجان والنسب المئوية لمعتنقيه الفعليين أقل بكثير. من الصعب تحديد عدد الملحدين أو اللاأدريين في أذربيجان حيث لا يتم احتسابهم رسميًا في التعداد السكاني للبلاد. أذربيجان هي الدولة الأكثر علمانية في العالم الإسلامي.

## البحث والإحصاء
وفقًا لدراسة أجرتها مراكز مصادر الأبحاث في القوقاز، في عام 2010، تمت مقابلة حوالي 2000 شخص، أجاب 28٪ منهم أن الدين جزء «مهم للغاية» من حياتهم. بعد ذلك بعامين، تم إجراء الاستطلاع مرة أخرى، ولكن تم إجراء مقابلات مع حوالي 1800 شخص فقط، ذكر 33٪ منهم أن الدين جزء مهم للغاية من حياتهم. بالإضافة إلى ذلك، قال 44٪ آخرون أن الدين جزء «مهم إلى حد ما» من حياتهم اليومية. قال 23٪ الباقون أن الدين جزء مهم نسبيًا أو غير مهم تمامًا من حياتهم اليومية. على الرغم من حقيقة أن 77٪ من المستجيبين أشاروا إلى أن الدين جزء مهم للغاية أو بالأحرى جزء مهم من حياتهم، فإن 2٪ منهم فقط يحضرون الشعائر الدينية كل يوم، و 3٪ من مرة واحدة في الأسبوع وأكثر، وعشرون بالمائة يصومون أحيانًا، ونحو ذلك. النصف لا يصوم أبدًا.

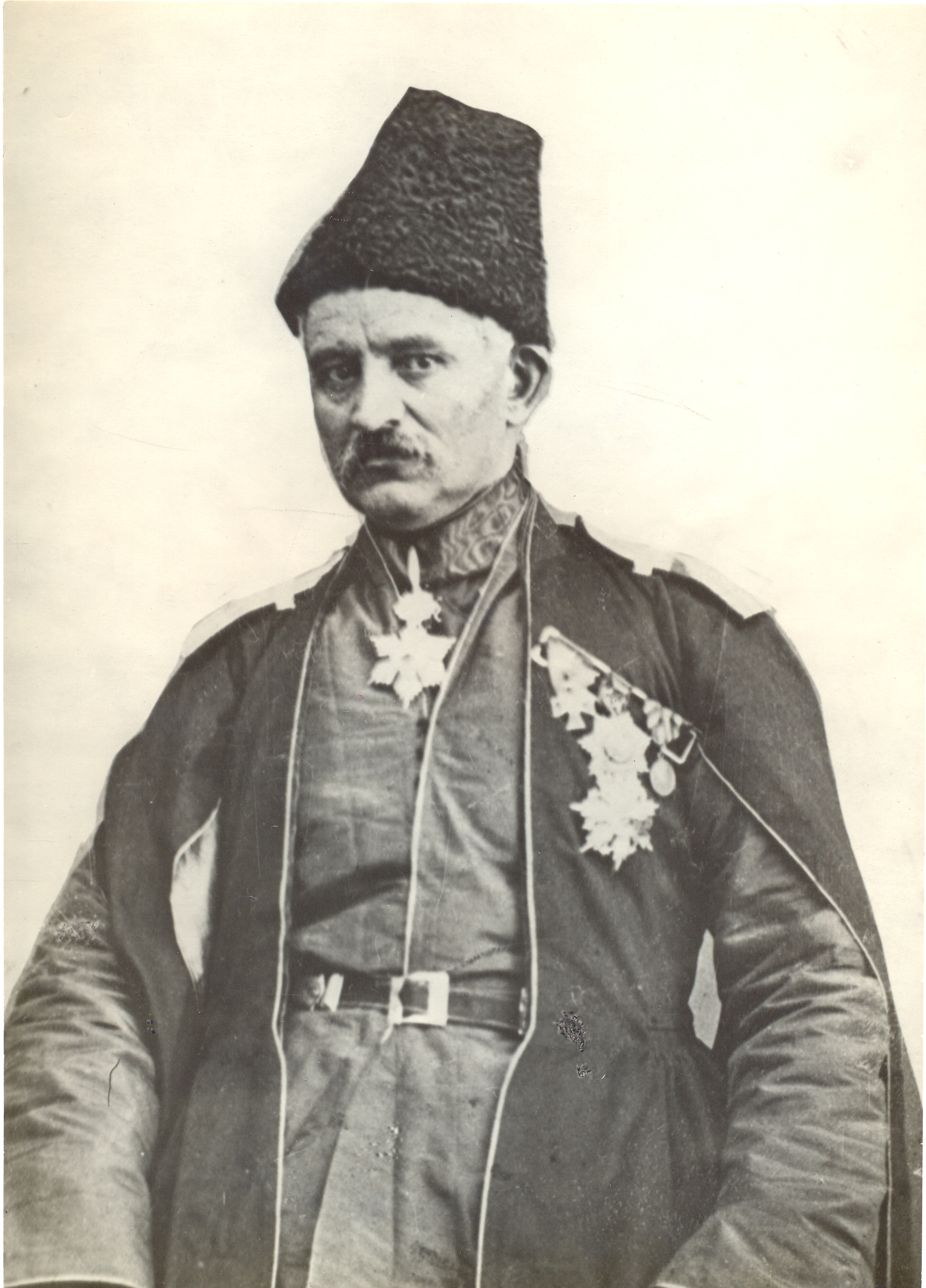
ميرزا فتالي أخوندوف، عصري أذربيجاني في القرن التاسع عشر وأب الحركة الإلحادية في أذربيجان.

وفقًا لاستطلاع أجرته مؤسسة غالوب مؤخرًا، تعد أذربيجان واحدة من أكثر الدول غير المتدينة في العالم الإسلامي، حيث أشار حوالي 53 ٪ من المشاركين إلى أهمية الدين في حياتهم على أنها قليلة أو معدومة. ويشير الاستطلاع ذاته إلى أن 20٪ فقط من المستجيبين حضروا طقوس دينية. أشارت مؤسسة جالوب الدولية إلى أن 34 ٪ فقط من الأذربيجانيين يلتزمون بالممارسات الدينية، وصنفت أذربيجان في المرتبة 13 في الدول الأقل تدينا من البيانات التي تم جمعها في 2005 و2008 و2015.
في عام 2012، كجزء من مسح القيمة العالمية، تم إجراء تحليل مقارن للدول حول أهمية الدين في حياة الناس. تم إجراء الاستطلاع على مقياس من صفر إلى واحد، حيث تعني علامة الصفر أن الدين «ليس مهمًا على الإطلاق»، والعلامة الواحدة «مهمة للغاية». وفقًا لنتائج هذا الاستطلاع، كان مؤشر أذربيجان 0.52 واحتلت المرتبة 33 من أصل 80 دولة مشاركة.
وبحسب المجلة المسماة «القوقاز والعولمة»، بلغ عدد المتدينين المشاركين في الاستطلاع 62.7٪ والمتدينون للغاية - 6.4٪، 10.6٪ من أفراد العينة وجدوا صعوبة في الإجابة. كما تساءل الاستطلاع عن أهمية الدين في الحياة اليومية، فأجاب المستجيبون على النحو التالي: 11٪ يلعب دورًا مهمًا للغاية، بالنسبة لـ 25.7٪ - دور مهم، 41٪ - معتدل، للآخرين أيضًا. يلعب دورًا ضئيلًا أو لا يلعب أي دور على الإطلاق.
في عام 2005 تم إجراء استطلاع آخر أظهر أن 87٪ من سكان 12 منطقة في أذربيجان يعتبرون أنفسهم متدينين، بينما يعتقد حوالي 10٪ أنهم متدينون وليسوا ملحدين، و 1٪ فقط يقولون أنهم ملحدين.
وفقًا لمركز بيو للأبحاث، وفقًا لنتائج الدراسة، فإن 99.4٪ من السكان مسلمون. أفاد نفس مركز البحث في عام 2010 أن 96.9٪ من السكان مسلمون، وأقل من 1٪ من الناس لا يعتبرون أنفسهم منتمين إلى أي ديانة.
وفقًا لـ Crabtree، Pelham (2009)، فإن أذربيجان مدرجة في قائمة 11 دولة الأقل تديناً في العالم حيث قال 21 ٪ فقط من الناس أن الدين جزء مهم من حياتهم.

## القرن 20
في عام 1920، تفككت جمهورية أذربيجان الديمقراطية وأصبحت في عام 1922 جزءًا من الاتحاد السوفيتي. نظرًا لأن الإلحاد في الاتحاد السوفياتي كان جزءًا مهمًا من أيديولوجية الدولة، فقد تعرضت أذربيجان أيضًا لتأثير السلطات فيما يتعلق بالدين. في ذلك الوقت تم تدمير المساجد - وبحلول عام 1933، كان هناك 33 مسجدًا فقط يعمل. في عام 1967، تم إنشاء متحف تاريخ الإلحاد، والذي تم تغيير اسمه بعد انهيار الاتحاد السوفيتي إلى متحف الدولة لتاريخ الدين.
اضطر سكان أذربيجان بسبب الاضطهاد والتهديد على الحياة لإخفاء آرائهم الدينية. هذا «الستر الحكيم للإيمان» مسموح به في القرآن وهو مجرد إنكار مؤقت ورسمي للإيمان. ومع ذلك، استمرت فترة الرفض المؤقت للإيمان من عام 1922 حتى عام 1991، عندما استعادت أذربيجان استقلالها. لعبت 70 عامًا من التخلي القسري عن الإيمان دورًا في زيادة إدراك التدين من جانب السكان.